# Alando
Alando est une commune française située dans la circonscription départementale de la Haute-Corse et le territoire de la collectivité de Corse. Elle appartient à l'ancienne piève de Bozio.

## Géographie

### Situation
Alando est une commune du Bozio ; elle fait partie du canton de Bustanico qui compte vingt-quatre communes. Alando se situe dans le « territoire de vie » du Centre Corse (Centru di Corsica) du parc naturel régional de Corse dont elle est adhérente.
Communes limitrophes

### Géologie et relief
Alando est une commune de l'intérieur de l'île, de l'En-Deçà-des-Monts ou « Corse schisteuse » au nord-est de la Corse, sans façade maritime. Elle est située dans la partie occidentale du San Petrone, au sud-ouest de la Castagniccia, C'est l'une des plus petites communes de la collectivité territoriale de Corse (342e sur 349), et la 218e sur les 225 communes du département de la Haute-Corse.
Son territoire est composé de vallons (ceux des ruisseaux Erenzina, Onago, Canapale, Pasquale) et d'arêtes de moyennes montagnes qui ont pour nom Ombarscia, Pediloso et Capponaccio. Le village d'Alando est lui-même bâti à 745 m d'altitude, sur une arête partant de Punta di Caselacciu (1 146 m ), « à cheval » entre Bustanico et Alzi), à mi-chemin entre ce sommet et Favalello.
Ses limites territoriales sont formées, depuis le NO, par une ligne reliant sur près de 400 mètres au lieu-dit Padulella, le ruisseau de Vallo Rosso au ruisseau d'Erinzina, se poursuivant vers l'est en franchissant la crête de Pediloso à son sommet (786 m) sur le ruisseau de Canapale, remontant le cours de celui-ci jusqu'à sa source pour rejoindre ensuite la ligne de crête de Capponaccio, au plus haut point de la commune (altitude 1 040 m). De là, la ligne se dirige vers le sud, passant à l'est de l'ancien couvent d'Alando pour rejoindre le ruisseau de Pasquale et suivre son cours jusqu'à l'extrémité sud de la commune, à environ 700 m à l'est de Favalello. Enfin, la ligne repart au nord, rejoignant la rivière de l'Ore, remonte son cours puis celui de Vallo Rosso jusqu'au NO de la commune.

### Climat et végétation
La commune est verte, boisée de chênes verts et de châtaigniers. À l'alentour du village, on aperçoit encore les stigmates du dernier incendie qui a détruit de nombreux châtaigniers.

### Voies de communication et transports

#### Accès routiers
La commune n'est traversée que par la petite route D 39 qui la relie directement à Bustanico (chef-lieu de canton) et Favalello, les deux villages les plus proches. Au couvent se situe la jonction de la D 19 avec la D 339, route qui mène sur la commune de Sant'Andréa-di-Bozio et permet de rejoindre la Costa Serena.

## Urbanisme

### Typologie
Au 1er janvier 2024, Alando est catégorisée commune rurale à habitat très dispersé, selon la nouvelle grille communale de densité à sept niveaux définie par l'Insee en 2022.
Elle est située hors unité urbaine. Par ailleurs la commune fait partie de l'aire d'attraction de Bastia, dont elle est une commune de la couronne,. Cette aire, qui regroupe 93 communes, est catégorisée dans les aires de 50 000 à moins de 200 000 habitants,.

### Occupation des sols
L'occupation des sols de la commune, telle qu'elle ressort de la base de données européenne d’occupation biophysique des sols Corine Land Cover (CLC), est marquée par l'importance des forêts et milieux semi-naturels (100 % en 2018), une proportion identique à celle de 1990 (100 %). La répartition détaillée en 2018 est la suivante : 
forêts (62,1 %), milieux à végétation arbustive et/ou herbacée (37,9 %). L'évolution de l’occupation des sols de la commune et de ses infrastructures peut être observée sur les différentes représentations cartographiques du territoire : la carte de Cassini (XVIIIe siècle), la carte d'état-major (1820-1866) et les cartes ou photos aériennes de l'IGN pour la période actuelle (1950 à aujourd'hui).

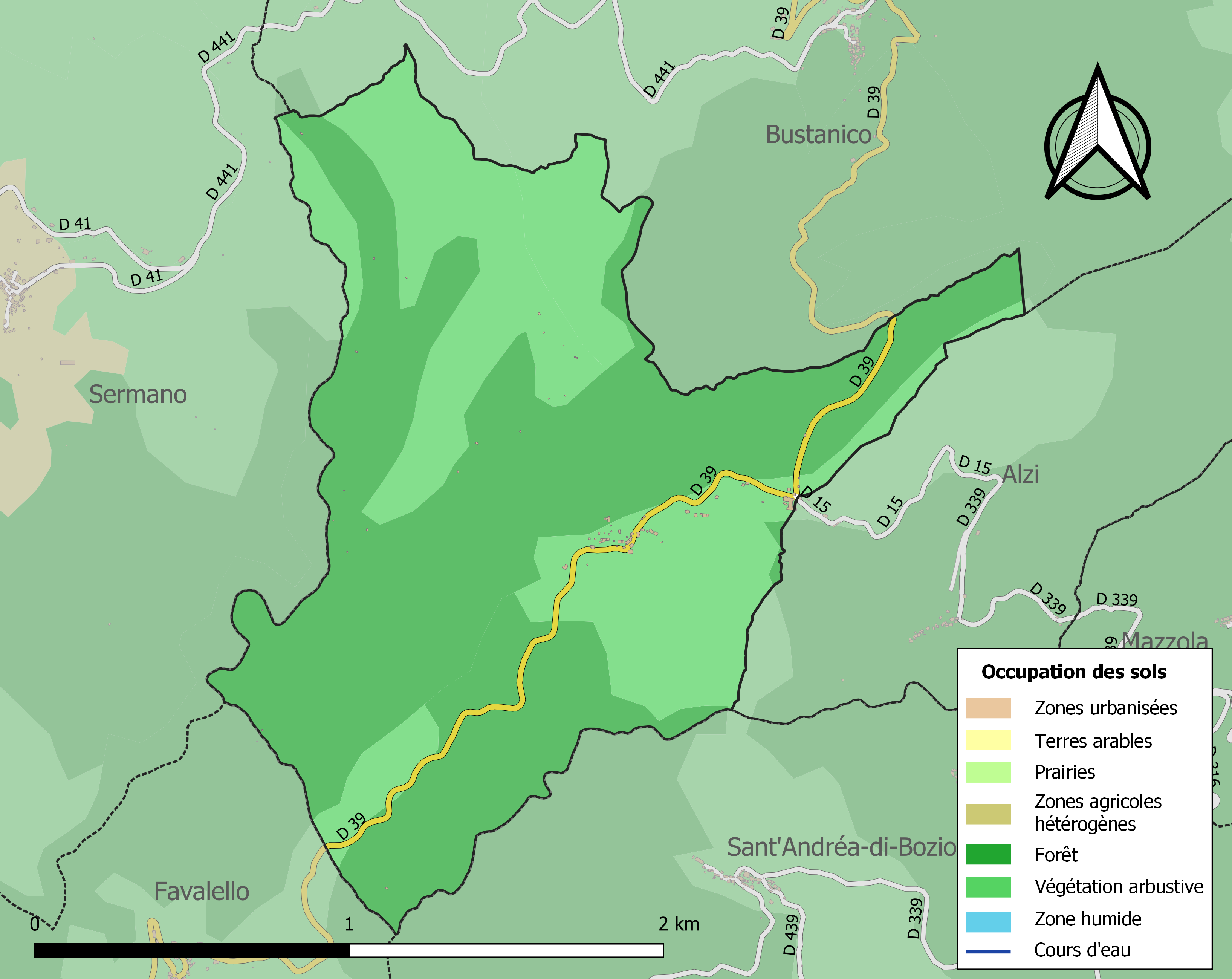
Carte des infrastructures et de l'occupation des sols de la commune en 2018 (CLC).

## Toponymie
Le nom corse de la commune est Àlandu [ˈaːlãndu]. Ses habitants sont les Alandesi.

## Histoire

### Moyen Âge
Alando est la patrie de Sambucucciu d'Alandu, un personnage important de l'histoire de la Corse dont on ne sait pas grand chose. Il a vécu au XIVe siècle et possédait un château fort aujourd'hui disparu. Ce personnage énigmatique, a été le fondateur de l'organisation de la Corse de « l'En-deçà des monts », affranchie de la féodalité avec une propriété foncière collective, un mouvement populaire dit « La Terre de la Commune ». En 1358, il dirigea une révolte populaire qui chassa de leur fief les seigneurs qui sont remplacés par des « Caporali ». De nombreux châteaux seigneuriaux sont détruits sauf 6 dont Nonza et San Colombano qui protégeaient le commerce maritime du Cap Corse. Le peuple réuni dans les églises s'administre et les communes émancipées s'unissent en une confédération de la Terra del Comune opposée à la Terra dei Signori où les seigneurs retrouvent vite leurs fiefs, et au Cap corse.

Il passa un accord avec le doge de Gênes, Simone Boccanegra, pour avoir sa protection moyennant un impôt de 20 sous par famille. En 1366, Sambucucciu faisait partie des six conseillers qui assistaient le gouverneur génois dans l’île.
Il meurt de la peste en 1370.
Sambucucciu d'Alandu, son neveu, fut nommé lieutenant du peuple en 1466 par les habitants de « l'En-delà-des-Monts ». il démissionna quelque temps après.
Au XVIe siècle, la piève de Bozio comptait vers 1520 environ 2 000 habitants. Les lieux habités étaient la Rebia, Arbitro, lo Pè de la Corte, la Casella, li Alzi, Arando, lo Pogio, Bostanico, Cormano, lo Castello, lo Favalello.

### Temps modernes
Au XVIIIe siècle, avec la Révolution, les pieves prennent en 1790 le nom de canton. La pieve de Bozio devient en 1790 le canton de Sermano.
Les 13 et 14 juillet 1755, une consulte se tient au couvent Sant'Antone di a Casabianca. Pascal Paoli est élu général en chef de la révolte avec pleins pouvoirs militaires, politiques et économiques. Mariu Emanuellu Matra qui était à la tête d'un parti important dans les pieve de Fiumorbu, Castellu, Rogna, Alisgiani, Serra et Verde, aspirait également au généralat.  Écarté par la consulte, Mariu Emanuellu Matra s'était fait proclamer général à Alisgiani le 10 août 1755, et combat Paoli. 

Le 27 mars 1757, Pascal Paoli, accompagné de peu de troupes, est surpris dans le Bozio par Matra. Il se réfugie dans le couvent d'Alandu. Le 28 mars, alors que les hommes de Matra forcent l'entrée du couvent, Clemente Paoli arrive au secours de son frère et oblige les assaillants à se retirer. Mariu Emanuellu Matra est tué.

### Époque contemporaine
En 1954 (???), le canton de Sermano est constitué avec les communes de Alando, Alzi, Bustanico, Castellare di Mercurio, Favalello, Mazzola, Sant'Andréa-di-Bozio, Santa Lucia di Mercurio, Sermano et Tralonca.
À l'automne 1948, le canton de Sermano existait déjà.
La brigade de gendarmerie du canton de Sermano était implantée à Alando. Elle était commandée par le maréchal-des-logis chef Louis Grandin. Quatre gendarmes complétaient l'effectif.
Il existait aussi une classe unique confiée par alternance à l'un des époux Poggi. Au-dessous était l'écurie de l'âne de M. le Maire (M. Defendin) et, contiguë à l'école, une chapelle avec une seule cloche.
Sur la place, se trouvait un grand four à pain utilisé à tour de rôle par les familles du village. À cette époque, le village comptait 40 habitants (y compris les cinq gendarmes et leurs familles).
La route de Corte n'était qu'une piste que les gros orages coupaient régulièrement.
Entre 1971 et 1973, de nouveaux cantons sont créés. Le canton de Bustanico est créé avec la fusion imposée des anciens cantons de Piedicorte di Gaggio, San Lorenzo et Sermano.

## Politique et administration

### Liste des maires
| Période                                  | Période   | Identité           | Étiquette | Qualité                    |
| ---------------------------------------- | --------- | ------------------ | --------- | -------------------------- |
| Les données manquantes sont à compléter. |           |                    |           |                            |
|                                          |           | Dominique Monti    |           |                            |
|                                          |           | Clément Defendini  |           |                            |
|                                          | mars 2001 | Don Cesar Bernardi |           |                            |
| mars 2001                                | mars 2014 | Jean Defendini     | DVG       |                            |
| mars 2014                                | En cours  | Guy Mamelli        | DVD       | Salarié du secteur médical |

## Population et société

### Démographie
L'évolution du nombre d'habitants est connue à travers les recensements de la population effectués dans la commune depuis 1800. Pour les communes de moins de 10 000 habitants, une enquête de recensement portant sur toute la population est réalisée tous les cinq ans, les populations de référence des années intermédiaires étant quant à elles estimées par interpolation ou extrapolation. Pour la commune, le premier recensement exhaustif entrant dans le cadre du nouveau dispositif a été réalisé en 2004.

En 2022, la commune comptait 25 habitants, en évolution de −34,21 % par rapport à 2016 (Haute-Corse : +5,15 %, France hors Mayotte : +2,11 %).
| 1800 | 1806 | 1821 | 1831 | 1836 | 1841 | 1846 | 1851 | 1856 |
| ---- | ---- | ---- | ---- | ---- | ---- | ---- | ---- | ---- |
| 85   | 129  | 123  | 126  | 138  | 149  | 189  | 176  | 212  |

| 1861 | 1866 | 1872 | 1876 | 1881 | 1886 | 1891 | 1896 | 1901 |
| ---- | ---- | ---- | ---- | ---- | ---- | ---- | ---- | ---- |
| 161  | 152  | 133  | 134  | 141  | 135  | 152  | 165  | 185  |

| 1906 | 1911 | 1921 | 1926 | 1931 | 1936 | 1946 | 1954 | 1962 |
| ---- | ---- | ---- | ---- | ---- | ---- | ---- | ---- | ---- |
| 178  | 155  | 115  | 108  | 126  | 100  | 102  | 90   | 50   |

| 1968 | 1975 | 1982 | 1990 | 1999 | 2004 | 2006 | 2009 | 2014 |
| ---- | ---- | ---- | ---- | ---- | ---- | ---- | ---- | ---- |
| 51   | 42   | 38   | 15   | 23   | 24   | 25   | 28   | 31   |

| 2019 | 2022 | - | - | - | - | - | - | - |
| ---- | ---- | - | - | - | - | - | - | - |
| 29   | 25   | - | - | - | - | - | - | - |

## Culture locale et patrimoine

### Lieux et monuments
- Monument aux morts.
- Statue de Sambucucciu d'Alandu œuvre du sculpteur corse Noël Bonardi. La statue en granit rose pèse 18 tonnes. Elle est haute de 6 mètres, comme la statue du « Christ Roi » du col de Vergio du même artiste. Elle a été inaugurée le 18 août 1994. Elle se situe à la sortie Nord du village, en bordure de la route D 215.
- Ancien village au lieu-dit a Tozza (gros rocher) puisqu'il est niché en haut d'un belvedère.

#### Couvent Saint-François de Bozio

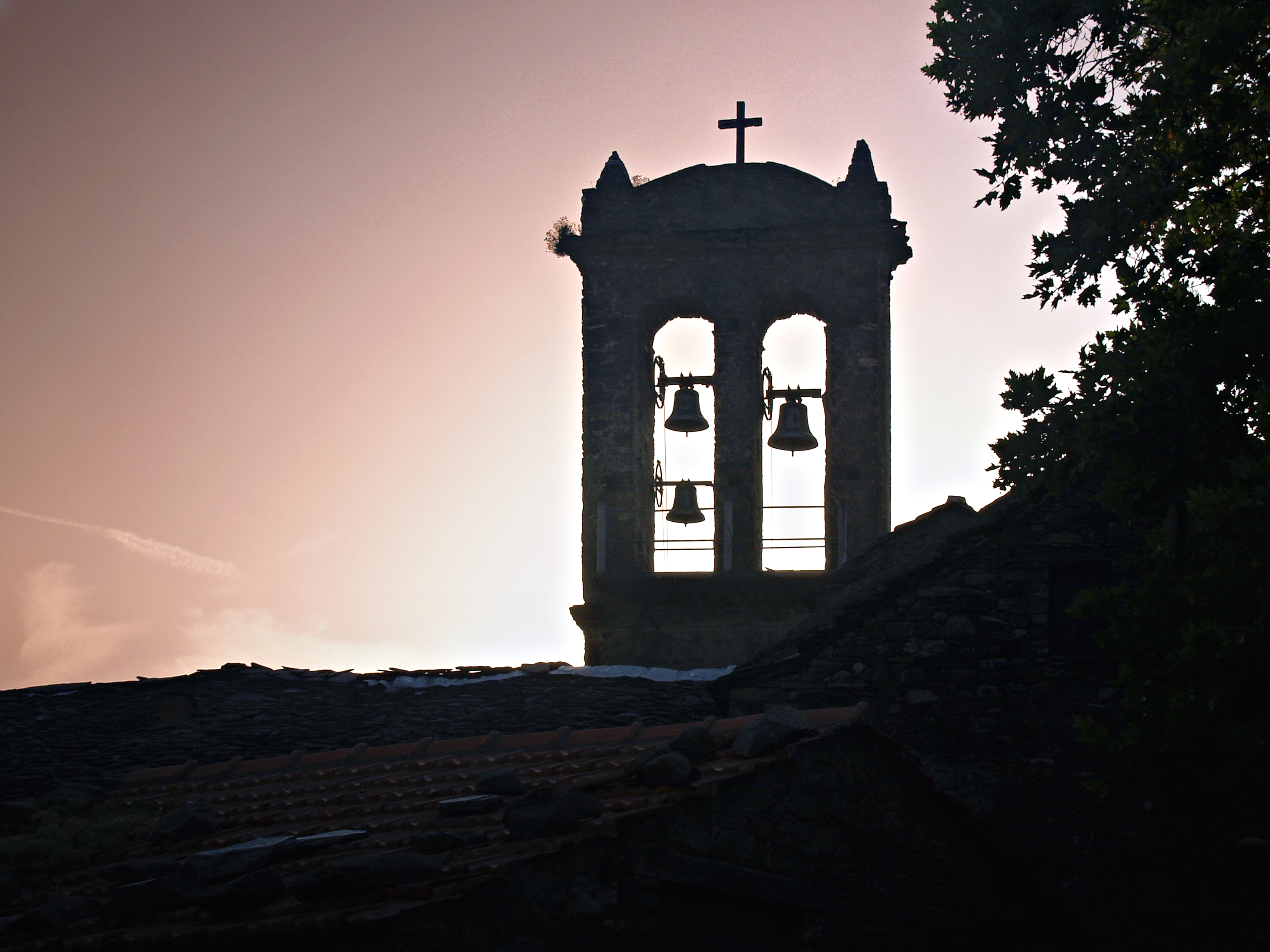
Clocher de l'église conventuelle.

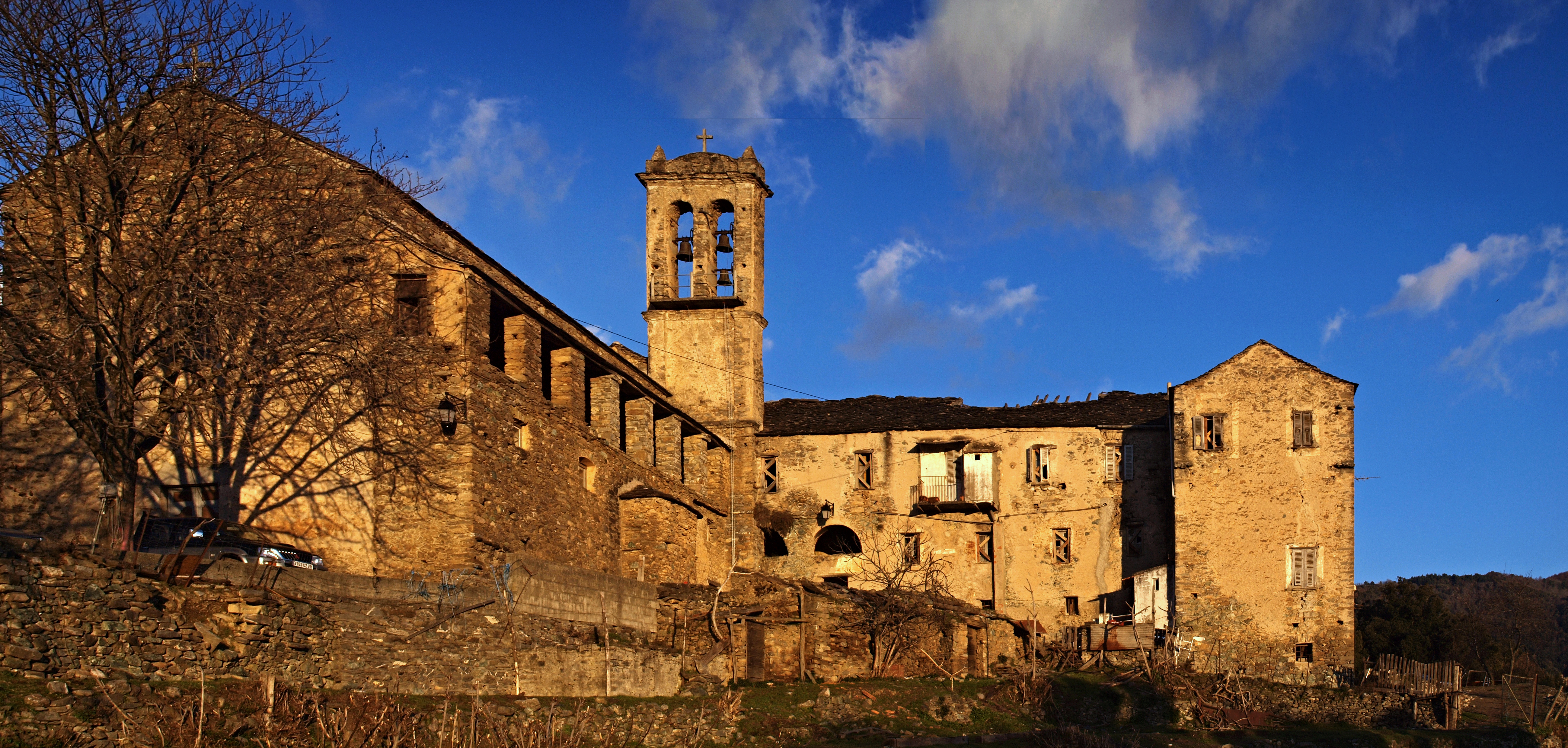
Couvent d'Alando.

Cet ancien couvent franciscain a été bâti en 1525 à 765 m d’altitude. Il se situe à la jonction des routes D 15 et D 215. Le couvent lui-même est ruiné. Seule en état, l'église conventuelle est devenue paroissiale au XVIIIe siècle.
Le bâtiment conventuel (propriété d'une personne privée) et l'église (propriété de la commune) sont inscrits Monuments historiques par arrêté du 24 janvier 1995.
L'église abrite un tableau Sainte parenté et son cadre, toile peinte à l'huile du XVIIe siècle. Cette œuvre est inscrite Monument historique par arrêté du 15 septembre 2005.
Cet édifice religieux a été le théâtre d'un combat historique en 1757. Pascal Paoli, attaqué par son adversaire Mariu Emanuellu Matra, se réfugie dans le couvent. Il sera dégagé par l'arrivée de son frère Clemente Paoli.

### Patrimoine naturel

#### Parc naturel régional
Alando est une commune adhérente au parc naturel régional de Corse, dans son « territoire de vie » appelé Centru di Corsica.

#### ZNIEFF
Châtaigneraies et bois des versants Sud et Ouest du massif du San Petrone
Alando est concernée par une zone naturelle d'intérêt écologique, faunistique et floristique (ZNIEFF) de 2e génération, nommée « Châtaigneraies et bois des versants Sud et Ouest du massif du San Petrone », reprise sous la fiche ZNIEFF940004202. Cette zone, d'une superficie de 5 782 ha, est composée de bois de châtaigniers, de forêts méditerranéennes de peupliers, d'ormes et de frênes, de forêts de chênes verts et de landes épineuses.

### Personnalités liées à la commune
- Sambucucciu d'Alandu - Voir son Portrait par Paul-Mathieu Novellinipeintre de sujets religieux & historiques, né à Lentu au quartier de a Tozza, le 29 juin 1831[18].